# Jan Karwecki
Jan Karwecki (ur. 2 stycznia 1949 w Glinnie, zm. 5 czerwca 2019 w Krakowie) – polski piłkarz grający na pozycji bramkarza, zawodnik m.in. Lecha Poznań, Szombierek Bytom, Wisły Kraków i Cracovii. Reprezentant Polski.

## Przebieg kariery
Karwecki był wychowankiem Włókniarza Walim, do którego trafił jako dziesięciolatek. W młodości prócz futbolu uprawiał też piłkę ręczną, siatkówkę, koszykówkę i czwórbój lekkoatletyczny. W latach 1968–1973 występował w piłkarskim zespole Górnika Wałbrzych grającym na drugim i trzecim poziomie ligowym i walczącym o awans do ekstraklasy. W 1972 wałbrzyszanie występowali w Pucharze Intertoto. W latach 1973–1976 Karwecki był piłkarzem Lecha Poznań, w którym spędził najlepszy okres swojej kariery. W 1975 został wybrany najlepszym piłkarzem Wielkopolski. Jesienią 1975 podczas meczu z Ruchem w Chorzowie doznał otwartego złamania nosa i wgniecenia kości jarzmowej. Wiosną 1976 w czasie meczu towarzyskiego złamał rękę, przez co nie mógł pojechać na igrzyska olimpijskie do Montrealu.
W dwóch kolejnych sezonach reprezentował Szombierki Bytom, gdzie wybrano go kapitanem drużyny, a w 1978 został graczem mistrza Polski – Wisły Kraków, jednak był tam tylko rezerwowym. Karierę kończył w Cracovii (lata 1980–1981). Jego pozyskaniem zainteresowany był jeszcze drugoligowy belgijski Royal Charleroi, ale do transferu nie doszło. Karwecki w ekstraklasie rozegrał łącznie 122 spotkania.
W reprezentacji Polski U-23 jako gracz Górnika Wałbrzych wystąpił w czterech meczach, z czego dwóch w Korei Północnej. W seniorskiej reprezentacji zadebiutował 31 października 1974 w meczu z Kanadą, ostatnie spotkanie rozegrał rok później z tym samym rywalem. Łącznie w drużynie państwowej wystąpił w pięciu meczach towarzyskich, w których puścił tylko jedną bramkę.
Karwecki był absolwentem liceum, studiował w Akademii Wychowania Fizycznego w Poznaniu. Po zakończeniu kariery piłkarskiej od 1982 przez ponad dziesięć lat prowadził jako trener Prądniczankę Kraków. W 1987 i 1990 jego drużyna dwukrotnie awansowała do klasy okręgowej. Od połowy lat 90. XX wieku do 2010 pracował jako ochroniarz w firmie Prószyński i S-ka, a potem w księgarni Matras na Rynku Głównym w Krakowie, gdzie zajmował się także promocją lokalu. Okazjonalnie występował w drużynie oldbojów Wisły Kraków, po raz ostatni w 2006. Później zmagał się z problemami zdrowotnymi, w marcu 2011 przeszedł operację, wstawiono mu endoprotezę. Z żoną Elżbietą miał dwóch synów, Ireneusza i Przemysława. Był starszym o trzy lata bratem Jerzego.
Zmarł 5 czerwca 2019 w wieku 70 lat. Pochowano go na cmentarzu Batowickim (kwatera CCXLII-płn.-8).

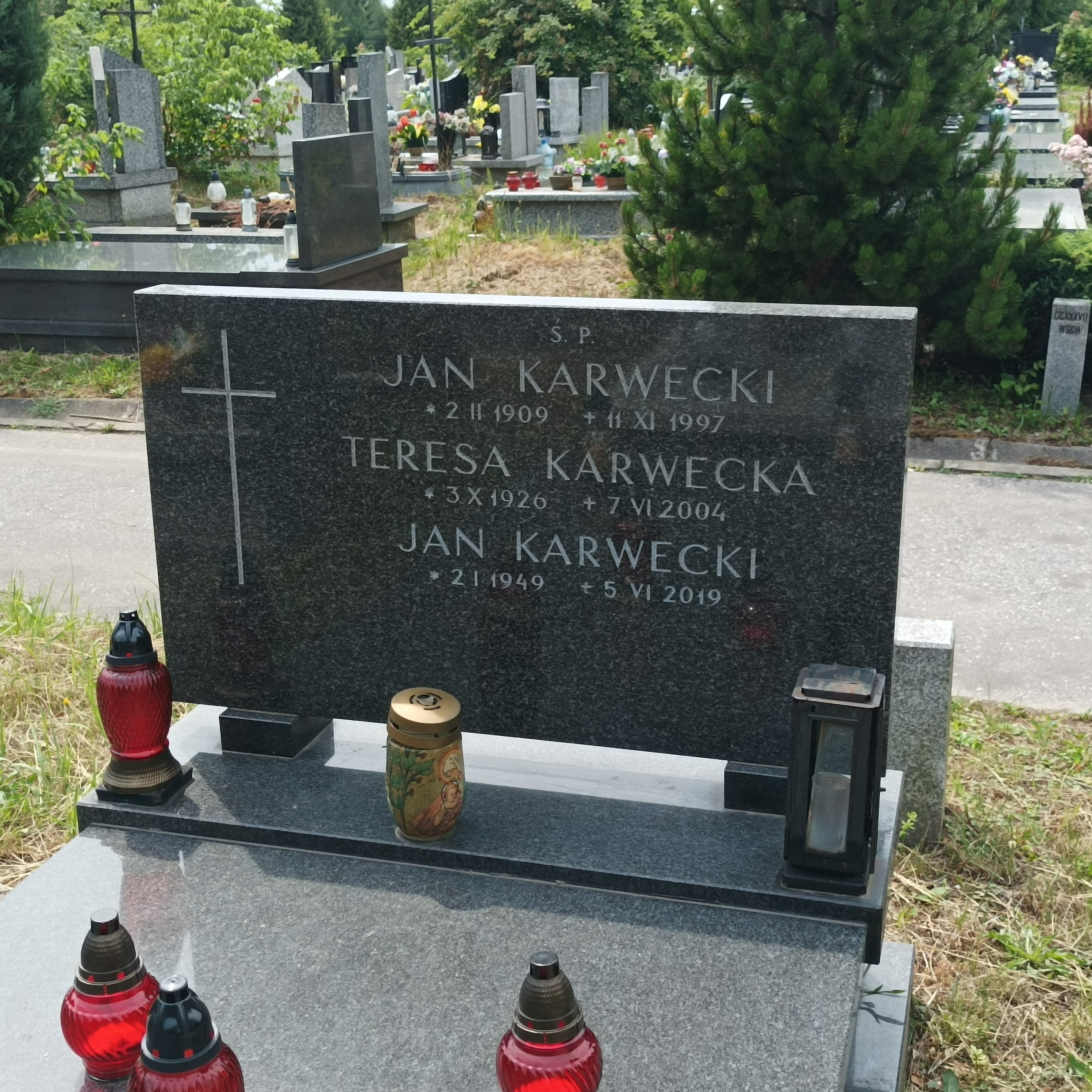
Grób Jana Karweckiego na Cmentarzu Batowickim

## Statystyki

### Klub
| Klub               | Sezon              | Liga               | Liga  | Liga   | Puchar | Puchar | Europa | Europa | Inne  | Inne   | Suma  | Suma   |
| Klub               | Sezon              | Liga               | Mecze | Bramki | Mecze  | Bramki | Mecze  | Bramki | Mecze | Bramki | Mecze | Bramki |
| ------------------ | ------------------ | ------------------ | ----- | ------ | ------ | ------ | ------ | ------ | ----- | ------ | ----- | ------ |
| Lech Poznań        | 1973/1974          | I liga             | 16    | 0      | 0      | 0      | —      | —      | —     | —      | 16    | 0      |
| Lech Poznań        | 1974/1975          | I liga             | 26    | 0      | 2      | 0      | —      | —      | —     | —      | 28    | 0      |
| Lech Poznań        | 1975/1976          | I liga             | 18    | 0      | 1      | 0      | —      | —      | —     | —      | 19    | 0      |
| Lech Poznań        | Ogólnie            | Ogólnie            | 60    | 0      | 3      | 0      | —      | —      | —     | —      | 63    | 0      |
| Szombierki Bytom   | 1976/1977          | I liga             | 19    | 0      | b.d.   | 0      | —      | —      | b.d.  | 0      | 13    | 0      |
| Szombierki Bytom   | 1977/1978          | I liga             | 29    | 0      | b.d.   | 0      | —      | —      | —     | —      | 2     | 0      |
| Szombierki Bytom   | Ogólnie            | Ogólnie            | 48    | 0      | b.d.   | 0      | —      | —      | b.d.  | 0      | 48    | 0      |
| Wisła Kraków       | 1978/1979          | I liga             | 12    | 0      | 1      | 0      | 0      | 0      | —     | —      | 13    | 0      |
| Wisła Kraków       | 1979/1980          | I liga             | 2     | 0      | 0      | 0      | —      | —      | —     | —      | 2     | 0      |
| Wisła Kraków       | Ogólnie            | Ogólnie            | 14    | 0      | 1      | 0      | 0      | 0      | —     | —      | 15    | 0      |
| Cracovia           | 1979/1980          | II liga            | 15    | 0      | 0      | 0      | —      | —      | —     | —      | 15    | 0      |
| Cracovia           | 1980/1981          | II liga            | 10    | 0      | 1      | 0      | —      | —      | —     | —      | 11    | 0      |
| Cracovia           | Ogólnie            | Ogólnie            | 25    | 0      | 1      | 0      | —      | —      | —     | —      | 26    | 0      |
| Ogólnie w karierze | Ogólnie w karierze | Ogólnie w karierze | 147   | 0      | 5      | 0      | 0      | 0      | b.d.  | 0      | 152   | 0      |

### Międzynarodowe
| Polska  | Polska | Polska |
| Rok     | Mecze  | Gole   |
| ------- | ------ | ------ |
| 1974    | 1      | 0      |
| 1975    | 4      | 0      |
| Ogólnie | 5      | 0      |

| Lp. | Data       | Miejsce          | Rywal             | Wynik | Rozgrywki  | Grał   |
| --- | ---------- | ---------------- | ----------------- | ----- | ---------- | ------ |
| 1.  | 31.10.1974 | Warszawa, Polska | Kanada            | 2:0   | towarzyski | od 46' |
| 2.  | 26.03.1975 | Poznań, Polska   | Stany Zjednoczone | 7:0   | towarzyski | 90'    |
| 3.  | 28.05.1975 | Halle, NRD       | NRD               | 2:1   | towarzyski | od 46' |
| 4.  | 06.07.1975 | Montreal, Kanada | Kanada            | 8:1   | towarzyski | do 45' |
| 5.  | 09.07.1975 | Toronto, Kanada  | Kanada            | 4:1   | towarzyski | od 46' |

## Sukcesy
Wisła Kraków
- Puchar Polski Finał: 1978/1979